# Episymploce sundaica
Episymploce sundaica är en kackerlacksart som först beskrevs av Morgan Hebard 1929.  Episymploce sundaica ingår i släktet Episymploce och familjen småkackerlackor.
Artens utbredningsområde är Taiwan.

## Underarter
Arten delas in i följande underarter:
- E. s. sundaica
- E. s. australiensis